# Sacramentariërs
Sacramentariërs waren een protestantse beweging in de zestiende eeuw, die vooral in de noordelijke Nederlanden veel aanhang had. Zij ontlenen hun naam aan hun afwijzing van de reële aanwezigheid van Christus in het sacrament van de eucharistie of het avondmaal. Het verschil in opvatting hierover was een van de belangrijkste oorzaken voor het ontstaan van een lutherse en een gereformeerde stroming binnen het protestantisme.
De sacramentariërs stonden in de traditie van het Bijbels humanisme van met name Wessel Gansfort. De belangrijkste auteur van de sacramentariërs was Cornelis Hoen die een boek over het avondmaal schreef dat in 1525 door Hinne Rode aan de reformatoren Maarten Luther en Huldrych Zwingli werd gegeven. De eerste wees Hoens ideeën af, terwijl de tweede daar mee instemde. In het lutheranisme werd de naam "sacramentariër" daarom ook wel gebruikt als aanduiding voor de gereformeerden in het algemeen.
Hoewel de sacramentariërs in tegenstelling tot de dopers de kinderdoop niet afwezen, waren er wel veel contacten tussen beide bewegingen. Radicale aanhangers als de latere leider van de doperse bezetting van Münster Jan Matthijs bespotten openlijk degenen die de hostie tijdens kerkdiensten processies eer bewezen. Een aantal van hen werd als ketter ter dood gebracht.
Binnen de vrijzinnige kerkgeschiedenis van de negentiende en twintigste eeuw golden de sacramentariërs als exponenten bij uitstek van de redelijke, rekkelijke protestantse traditie die de ware Nederlandse volksaard zou weerspiegelen in tegenstelling tot het starre, dogmatische calvinisme.